# Ultimate Collection World Tour
L'Ultimate Collection World Tour è il quarto tour mondiale della cantante statunitense Anastacia, a promozione della sua seconda raccolta.
Gli spettacoli, come nel tour precedente, sono programmati in ambienti di media grandezza per creare un'atmosfera più intima rendendo il pubblico partecipe al 100%. Durante le due ore di concerto, l'artista propone ogni singolo brano presente nella raccolta in ordine sparso. Il tour presenta una componente interattiva: 24 ore prima dell'inizio di ogni concerto è aperta una votazione sull'app di Anastacia che consente ai fan di votare una fra tre canzoni non presenti nella raccolta che la cantante eseguirà nel corso del concerto.
Rispetto al tour precedente, incentrato principalmente sulla musica, questo tour si arricchisce di una scenografia più complessa; Anastacia è accompagnata da tre coriste, due delle quali si esibiscono anche in numeri di danza e coreografie insieme alla cantante.
In alcune date l'artista sceglie due persone dal pubblico per cantare insieme One Day in Your Life, formula già utilizzata in alcune delle tappe del Live at Last Tour.
Come nel tour precedente, la tournée si divide in due legs, una primaverile che si svolge in teatri al chiuso e una estiva in arene e piazze all'aperto, con una scaletta lievemente modificata. Alcuni concerti sono stati inseriti nel cartellone di importanti festival europei. A fine 2016, con la pubblicazione dell'album live A 4 App, viene annunciata una nuova leg del tour per la primavera e l'estate del 2017, che si svolge principalmente nel Regno Unito e in altre città d'Europa.

## Scaletta
2016
Atto 1
1. Army of Me
2. Sick and Tired
3. Stupid Little Things

Atto 2
1. Paid My Dues
2. Welcome to My Truth
3. Pieces of a Dream
4. Why'd You Lie to Me (Latin version)[2]
5. Cowboys & Kisses
6. Brano scelto dai fan[3]
7. Everything Burns[4]
8. Best of You

Atto 3
1. Lifeline[5]
2. Heavy on My Heart
3. Stay[6]
4. You'll Never Be Alone
5. Take This Chance[7]
6. I Belong to You[8]

Atto 4
1. Not That Kind/Funky Medley
2. Love Is a Crime[9]
3. I'm Outta Love

Encore
1. Left Outside Alone
2. One Day in Your Life[10]

## Date 2016
| Data           | Città               | Paese       | Luogo                                                   |
| -------------- | ------------------- | ----------- | ------------------------------------------------------- |
| Europa         |                     |             |                                                         |
| 3 aprile 2016  | Padova              | Italia      | Gran Teatro Geox                                        |
| 4 aprile 2016  | Milano              | Italia      | Linear Ciak                                             |
| 6 aprile 2016  | Bolzano             | Italia      | Palaonda                                                |
| 8 aprile 2016  | Barcellona          | Spagna      | Auditorio de Barcelona                                  |
| 9 aprile 2016  | Madrid              | Spagna      | Auditorio Recinto Ferial Juan Carlos I                  |
| 11 aprile 2016 | Zurigo              | Svizzera    | Kongresshaus                                            |
| 12 aprile 2016 | Losanna             | Svizzera    | Théâtre de Beaulieu                                     |
| 14 aprile 2016 | Essen               | Germania    | Colosseum                                               |
| 15 aprile 2016 | Mannheim            | Germania    | Rosengarten                                             |
| 17 aprile 2016 | Kempten             | Germania    | Big Box                                                 |
| 18 aprile 2016 | Norimberga          | Germania    | Meistersingerhalle                                      |
| 20 aprile 2016 | Utrecht             | Paesi Bassi | TivoliVredenburg                                        |
| 21 aprile 2016 | Lussemburgo         | Lussemburgo | den Atelier                                             |
| 23 aprile 2016 | Parigi              | Francia     | Le Trianon                                              |
| 24 aprile 2016 | Bruxelles           | Belgio      | Ancienne Belgique                                       |
| 26 aprile 2016 | Amburgo             | Germania    | Mehr Theater                                            |
| 27 aprile 2016 | Hannover            | Germania    | Theatre Am Aegi                                         |
| 29 aprile 2016 | Stoccarda           | Germania    | Liederhalle                                             |
| 30 aprile 2016 | Berlino             | Germania    | Admiralspalast                                          |
| 2 maggio 2016  | Londra              | Regno Unito | Palladium                                               |
| 3 maggio 2016  | Birmingham          | Regno Unito | Symphony Hall                                           |
| 5 maggio 2016  | Manchester          | Regno Unito | Albert Hall                                             |
| 6 maggio 2016  | Glasgow             | Regno Unito | Royal Concert Hall                                      |
| 8 maggio 2016  | Dublino             | Irlanda     | Olympia Theatre                                         |
| 10 maggio 2016 | Gateshead           | Regno Unito | Sage Gateshead                                          |
| 12 maggio 2016 | Groninga            | Paesi Bassi | De Oosterpoort                                          |
| 13 maggio 2016 | Colonia             | Germania    | Small Studio (concerto evento - biglietti a 1.100 euro) |
| 14 maggio 2016 | Siegen-Wittgenstein | Germania    | Kultur Pur                                              |
| 4 giugno 2016  | Esbjerg             | Danimarca   | Esbjerg Rock Festival                                   |
| 9 giugno 2016  | Londra              | Regno Unito | Hampton Court Palace                                    |
| 22 giugno 2016 | Budapest            | Ungheria    | Budapest Sports Arena                                   |
| 24 giugno 2016 | Halle (Saale)       | Germania    | Georg Friedrich Händel-HALLE                            |
| 25 giugno 2016 | L'Aia               | Paesi Bassi | Night at the Park                                       |
| 26 giugno 2016 | Genk                | Belgio      | Genk On Stage                                           |
| 29 giugno 2016 | Bilbao              | Spagna      | Palacio Euskalduna                                      |
| 1º luglio 2016 | Murcia              | Spagna      | Cuartel de Artillería                                   |
| 2 luglio 2016  | Valencia            | Spagna      | Jardines de Viveros                                     |
| 4 luglio 2016  | Straubing           | Germania    | Bluetone Festival                                       |
| 5 luglio 2016  | Verbania            | Italia      | Arena esterna Teatro Maggiore                           |
| 6 luglio 2016  | Carpi               | Italia      | Piazza Martiri                                          |
| 9 luglio 2016  | Tysnes              | Norvegia    | Tysnesfest                                              |
| 11 luglio 2016 | Monaco              | Germania    | Olympiapark                                             |
| 12 luglio 2016 | Dinslaken           | Germania    | Fantastival                                             |
| 14 luglio 2016 | Schopfheim          | Germania    | Summer Sound Festival                                   |
| 15 luglio 2016 | Gießen              | Germania    | Mazda Arena Open Air                                    |
| 16 luglio 2016 | Dinslaken           | Germania    | Fantastival                                             |
| 19 luglio 2016 | Torino              | Italia      | Arena GruVillage                                        |
| 20 luglio 2016 | Lucca               | Italia      | Piazza Napoleone (Lucca Summer Festival)                |
| 22 luglio 2016 | Taormina            | Italia      | Teatro antico di Taormina                               |
| 23 luglio 2016 | Palermo             | Italia      | Teatro di Verdura                                       |
| 24 luglio 2016 | Pula                | Italia      | Forte Arena                                             |
| 26 luglio 2016 | Rottweil            | Germania    | Ferienzauber Rottweil                                   |
| 28 luglio 2016 | Farum               | Danimarca   | Langelandsfestival                                      |
| 30 luglio 2016 | Oulu                | Finlandia   | Qstock Festival                                         |
| 2 agosto 2016  | Monte Urano         | Italia      | Piazza della Libertà                                    |
| 4 agosto 2016  | Ostuni              | Italia      | Foro Boario                                             |

## Date 2017
| Data           | Città              | Paese         | Luogo                                                |
| -------------- | ------------------ | ------------- | ---------------------------------------------------- |
| Europa         |                    |               |                                                      |
| 11 marzo 2017  | Merkers-Kieselbach | Germania      | Merkers Mine (concerto evento nella miniera)         |
| 12 marzo 2017  | Wuppertal          | Germania      | Uni Halle Wuppertal                                  |
| 15 marzo 2017  | Saarbrücken        | Germania      | Saarlandhalle                                        |
| 24 marzo 2017  | Varsavia           | Polonia       | Torwar Hall                                          |
| 25 marzo 2017  | Łódź               | Polonia       | Atlas Arena                                          |
| 5 maggio 2017  | Berna              | Svizzera      | Kursaal Bern                                         |
| 6 maggio 2017  | Zugo               | Svizzera      | Bossard Arena                                        |
| 23 aprile 2017 | Samnaun            | Svizzera      | Spring Snow Party (concerto evento in alta montagna) |
| 24 maggio 2017 | Basingstoke        | Regno Unito   | The Anvil                                            |
| 26 maggio 2017 | Bristol            | Regno Unito   | Colston Hall                                         |
| 27 maggio 2017 | Manchester         | Regno Unito   | O2 Apollo Manchester                                 |
| 28 maggio 2017 | Birmingham         | Regno Unito   | Symphony Hall                                        |
| 30 maggio 2017 | Glasgow            | Regno Unito   | Royal Concert Hall                                   |
| 31 maggio 2017 | Edimburgo          | Regno Unito   | Usher Hall                                           |
| 1º giugno 2017 | Gateshead          | Regno Unito   | Sage Gateshead                                       |
| 3 giugno 2017  | Sheffield          | Regno Unito   | City Hall                                            |
| 4 giugno 2017  | Cardiff            | Regno Unito   | St David's Hall                                      |
| 5 giugno 2017  | Nottingham         | Regno Unito   | Royal Concert Hall                                   |
| 7 giugno 2017  | Ipswich            | Regno Unito   | Regent Theatre                                       |
| 8 giugno 2017  | Londra             | Regno Unito   | Hammersmith Apollo                                   |
| 10 giugno 2017 | Bournemouth        | Regno Unito   | Bic Windsor Hall                                     |
| 11 giugno 2017 | Brighton           | Regno Unito   | Brighton Dome                                        |
| 7 luglio 2017  | Tortona            | Italia        | Arena Derthona                                       |
| 8 luglio 2017  | Schaan             | Liechtenstein | Liechtenstein Festival                               |
| 9 luglio 2017  | Weert              | Paesi Bassi   | Bospop Festival                                      |
| 11 luglio 2017 | Pesaro             | Italia        | Stadio Benelli                                       |
| 17 luglio 2017 | Tuttlingen         | Germania      | Honberg-Sommer                                       |
| 18 luglio 2017 | Singen             | Germania      | Hohentwielfestival                                   |
| 20 luglio 2017 | Winterbach         | Germania      | Winterbach Zeltspektakel                             |
| 22 luglio 2017 | Bad Lippspringe    | Germania      | Landesgartenschau 2017                               |

## Personale

### Band
- Music Director & Bass: Orefo Orakwue
- Guitar: Deeral Aldridge
- Keyboards: Gary Sanctuary
- Drums: Steven "Steve" Barney

### Coriste
- Maria Quintile

### Ballerini
- Anjula Kelly
- Christina Andrea